# Las Porquerizas
Las Porquerizas es una localidad del municipio de Liérganes (Cantabria, España). En el año 2008 contaba con una población de 33 habitantes (INE). La localidad se encuentra a 310 m s. n. m. y a 3 km de la capital municipal, Liérganes.
- Datos: Q5970715